# Piper Kerman
Piper Eressa Kerman, född 28 september 1969 i Boston, är en amerikansk författare vars erfarenheter i fängelse lade grunden till den bok som tv-serien Orange is the New Black baserades på.
Kerman föddes in i en familj med många advokater, läkare och lärare.
År 1993 blev Kerman romantiskt involverad med Catherine Cleary Wolters (Nora Janson i hennes memoar), en heroinlangare som arbetade för en påstådd nigeriansk ledare. Kerman tvättade pengar inom organisationen.
År 1998 åtalades Kerman för penningtvätt och narkotikahandel; hon erkände sig skyldig. I början på 2004 avtjänade hon 13 månader av en 15 månader lång dom i ett lågsäkerhetsfängelse beläget i Danbury, Connecticut.
Sedan 2015 har Kerman arbetat som kommunikationsstrategist för ideella organisationer.
Den 21 maj 2006 gifte sig Kerman med författaren Larry Smith.